# Allodynerus floricola-inaequalis
Allodynerus floricola-inaequalis är en stekelart som beskrevs av Giordani Soika 1970. Allodynerus floricola-inaequalis ingår i släktet rörgetingar, och familjen Eumenidae. Inga underarter finns listade i Catalogue of Life.